# 곡성 오강사 최익현 초상
곡성 오강사 최익현 초상(谷城 梧岡祠 崔益鉉 肖像)은 대한민국 전라남도 곡성군 오강사에 있는 최익현 초상화이다. 2017년 7월 27일 전라남도의 문화재자료 제281호로 지정되었다.

## 개요
대한제국기 대표적인 초상화가 채용신(蔡龍臣)의 작품으로 전통적인 초상화 기법과 서양의 음양법을 잘 조화시켜 실제 인물의 모습을 사실적으로 묘사한 수작이다.
비단에 채색한 정면좌상으로 최익현 74세 초상화를 이모사(移摹寫). 얼굴과 손에 사용한 황토 배채법(背彩法)이나 섬세하게 육리문(肉理文)을 표현한 점, 정자관과 화문석 등의 묘사력이 뛰어나 역사적, 예술적 가치 있다.

## 같이 보기
- 채용신
- 최익현

## 참고 문헌
- 곡성 오강사 최익현 초상 - 국가유산청 국가유산포털